# La Regenta (sèrie de televisió)
La Regenta és una minisèrie televisiva, adaptació de la novel·la homònima de Leopoldo Alas "Clarín", escrita i dirigida per Fernando Méndez-Leite Serrano i emesa per Televisió Espanyola en 1995. El 30 de març de 2009 la sèrie va ser reestrenada en la pàgina web de Ràdio Televisió Espanyola, on es poden veure íntegres tots els capítols i de manera permanent.

## Argument i estructura

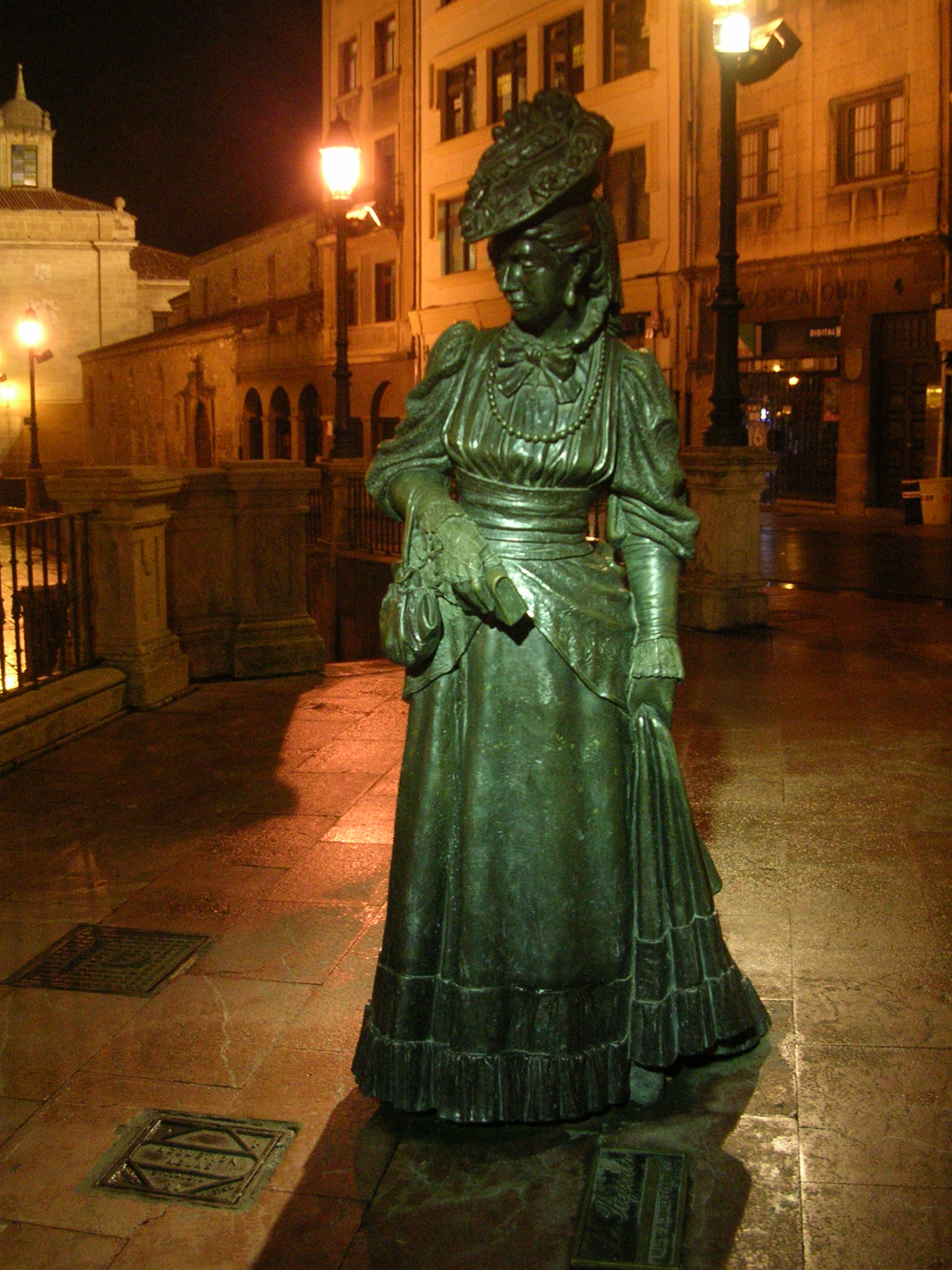
Escultura dedicada a «La Regenta» a la Plaça de la Catedral d'Oviedo.

Ambientada en la imaginària ciutat del nord de Vetusta i fidel reflex de l'Espanya del segle xix, narra la història d'Ana Ozores, una bella dona avorrida del seu matrimoni burgès amb l'ex regent, molt més gran que ella, i que es debat entre l'amor espiritual i místic que sent pel seu confessor, el magistral Fermín de Pas, i la passió carnal que li provoca el cacic i donjuan Álvaro Mesía.
Es compon de tres episodis que reprodueixen fidelment la novel·la, amb una durada total de 302 minuts. El primer, que també correspon a la primera part de l'obra literària, abasta fins al capítol XV, el qual conclou amb l'escàndol nocturn de Santos Barinaga. El segon capítol s'estén del capítol XVI al XXIII, quan la protagonista surt en processó vestida de nazareno. El tercer i últim episodi continua la història des del capítol XXIV fins al XXX, l'últim de la novel·la, en el qual té lloc el tràgic desenllaç.

## Fitxa artística
| Personatge              | Intèrpret            |
| ----------------------- | -------------------- |
| Ana Ozores              | Aitana Sánchez-Gijón |
| Fermín de Pas           | Carmelo Gómez        |
| Álvaro Mesía            | Juan Luis Galiardo   |
| Doña Paula              | Amparo Rivelles      |
| Víctor Quintanar        | Héctor Alterio       |
| Petra                   | Cristina Marcos      |
| Visitación              | Fiorella Faltoyano   |
| Tomás Crespo "Frígilis" | Miguel Rellán        |
| Petronila Rianzares     | María Luisa Ponte    |
| Santos Barinaga         | Manuel Alexandre     |

## Fitxa tècnica
| Guió i direcció    | Fernando Méndez-Leite Serrano |
| Música             | Bingen Mendizábal             |
| Fotografia         | Rafael Casenave               |
| Muntatge           | Nieves Martín                 |
| Direcció artística | Gil Parrondo                  |
| Vestuari           | Javier Artiñano               |
| Maquillatge        | Paca Almenara                 |
| So                 | Manuel Rubio                  |

## Curiositats
- Segons declaracions del propi director, tenia al cap a Aitana Sánchez-Gijón per al paper protagonista diversos anys abans d'iniciar-se el projecte.
- Rodada en Oviedo i Madrid.
- Amb un pressupost inicial de 500 milions de pessetes (3.000.000 €), el rodatge es va dur a terme en 84 dies, en els quals es van utilitzar 1500 extres.
- El seu format original -i com s'ha distribuït comercialment- es va emetre en tres episodis entre el 17 i el 19 de gener de 1995: el primer ocupava la primera part de la novel·la (capítols I-XV), el segon ocupava fins a la processó de Divendres Sant, i el tercer la resta fins al final. Posteriors reposicions s'han reagrupat en dos episodis, cadascun d'ells amb aproximadament la meitat de les cinc hores de metratge. En la reposició emesa el 30 de juliol i el 6 d'agost de 1999 es va incloure un rètol en l'inici del segon capítol originari que indicava "2 anys després", quan en la novel·la cal suposar que és gairebé un mes (del 4 d'octubre al posterior 1 de novembre), error degut probablement a confondre-ho amb el temps intern que transcorre en la trama.
- María Luisa Ponte ja havia interpretat el paper de Petronila Rianzares en la versió cinematogràfica de 1974 dirigida per Gonzalo Suárez.

## Premis
- Fotogramas de Plata a la millor actriu de televisió (Aitana Sánchez Gijón)
- Fotogramas de Plata al millor actor de televisió (Carmelo Gómez)
- Premi de la Unión de Actores al millor protagonista de TV (Aitana Sánchez Gijón)
- Premi de la Unión de Actores a la millor secundària de TV (Cristina Marcos)